# 千年の翼、百年の夢
『千年の翼、百年の夢』（せんねんのつばさ、ひゃくねんのゆめ）は、 谷口ジローが作画した漫画作品である。

## 概説
ルーブル美術館は、2005年から出版社フュチュロポリスと共同でバンド・デシネ・コレクションとして年一冊のペースで新作を刊行している。その2014年度について、制作を谷口ジローに依頼することにした。小学館は、日本語での連載と単行本刊行の権利を得て、2014年に『ビッグコミックオリジナル』で先行掲載した。谷口ジローは、2013年5月から休館日も含めルーブル美術館を1か月間訪問して物語の着想を得た。

## あらすじ
ルーブル美術館を訪れた日本人男性は、館内で謎めいた女性に出会う。

## 初出
『ビッグコミックオリジナル』に全5話が掲載された。
- 第1話 - 第41巻第25号（2014年10月5日号）[3]
- 第2話 - 第41巻第26号（2014年10月20日号）
- 第3話 - 第41巻第27号（2014年11月5日号）
- 第4話 - 第41巻第29号（2014年11月20日号）
- 第5話 - 第41巻第30号（2014年12月5日号）

## 単行本
フランス語
- Les gardiens du Louvre (Musée du Louvre ed.). Paris: Futuropolis. (2014-11-24). ISBN 978-2-35031498-3
- Les Gardiens du Louvre N&B (Musée du Louvre ed.). Futuropolis. (2017). ISBN 978-2-75482-444-6[4]
- Les Gardiens du Louvre version enrichie (Musée du Louvre ed.). Futuropolis. (2020). ISBN 978-2-75483-037-9[5]

日本語
- 『千年の翼、百年の夢』（豪華版）小学館、2015年2月23日。ISBN 978-4-09-179204-4。[6]
- 『千年の翼、百年の夢』小学館、2015年2月25日。ISBN 978-4-09-179204-4。[7]

## 脚註